# Anonymous Sudan
Anonymous Sudan est un groupe d'hacktivistes pro-russes se réclamant de l'islamisme.

## Présentation
Les premières attaques documentées du groupe datent de janvier 2023. Le groupe fait parler de lui le lendemain du coran brûlé par Rasmus Paludan devant l'ambassade de Turquie à Stockholm.
Le groupe s'est autoproclamé groupe de hackers soudanais à visée politique ou comme branche d'Anonymous, ce que les experts en cybersécurité ont nié, les assimilant à une mouvance pro-russe au sein de la galaxie Killnet. Selon ces cyber experts, il s'agit d'une unité cybermilitaire russe se faisant passer pour une organisation hacktiviste étrangère. Leur compte Telegram est localisé en Russie et la plupart de leurs posts Telegram sont rédigés en anglais, en russe ou en arabe. Leur objectif politique est d'attaquer l'Ukraine et ses alliés occidentaux à l'aide d'attaques DDoS,,.
Le groupe a cependant toujours nié toute appartenance russe et a transmis à la BBC des preuves de son appartenance soudanaise.
Avec du recul, le groupe est qualifié par les spécialistes du sujet de groupe hacktiviste tenant un discours pro-islamiste.
Le botnet d'Anonymous Sudan est constitué de milliers de machines dont ils ont pris le contrôle au fur et à mesure de leurs opérations. Mais ils utilisent aussi ponctuellement des grappes de serveurs louées aux entreprises spécialisées afin d'accroitre leur force de frappe. Ils peuvent aussi louer leur botnet à d'autres groupes haktivistes ou cybercriminels contre rémunération. La puissance de leur botnet provient de sa situation  dans le cloud.
En octobre 2024, la justice américaine dévoile l'identité de deux membres d'Anonymous Sudan, leurs leaders. Il s'agit de deux frères, Ahmed Salah Yousif Omer, 22 ans et Alaa Salah Yusuuf Omer, 27 ans,des ressortissants soudanais qui ont été arrêtés en mars 2024. Cette opération a été rendue possible par le biais d'une infiltration du FBI dans les rangs du groupe haktiviste,.

## Attaques notables

### Aux États-Unis
En juin 2023, le groupe de hackers a lancé une attaque DDoS contre des services de Microsoft tels que Outlook, Microsoft 365, Sharepoint ou encore OneDrive. Les services ont été perturbé plusieurs jours de suite remettant en cause la réputation de Microsoft de garantir la stabilité de l'accès à ses services.
En juillet 2023, le groupe a procédé à une attaqué DDoS contre le site américain Archive of Our Own à cause de son contenu LGBT tout en demandant une rançon en bitcoins. Le groupe revendique son attaque qui « fait partie de notre campagne visant les entreprises américaines. En plus de cela, nous sommes contre toute forme de dégénérescence, et le site est plein de cochonneries et de contenus LGBT et NSFW ».
En septembre 2023, Anonymous Sudan a mis hors ligne Twitter dans une douzaine de pays (dont les États-Unis et le Royaume Uni) pendant quelques heures afin d'attirer l'attention d'Elon Musk pour qu'il lance Starlink au Soudan.
Début novembre 2023, Anonymous Sudan procède à une attaque DDoS pendant plusieurs jours de suite, en utilisant le botnet Skynet contre OpenAI et son chatbot ChatGPT. La raison invoquée est le soutien d'OpenAI à Israël et contre la Palestine.

### En France
En mars 2023, le groupe d'hacktivistes lance une attaque DDoS contre cinq aéroports français, une  trentaine d'hôpitaux, des universités et l'ANSSI. L'opération est liée aux caricatures de Mahomet par Charlie Hebdo en 2015. Ces attaques font suite à celles visant la Suède et le Danemark après que des corans y aient été brûlés,.
Le 11 mars 2024, le groupe d'hacktivistes revendique une série d'attaques DDoS contre le Réseau interministériel de l’État (RIE) ainsi que d'autres sites français. Cette attaque a été revendiquée par Anonymous Sudan mais aussi par une dizaine d'autres groupes pirates. Le résultat est une panne de plusieurs jours sur le RIE et un magnifique coup de pub pour le groupe Anonymous Sudan,.

### En Israël
En avril 2023, afin de participer à la journée d'action anti-Israël Al-Quds promue par l'Iran, Anonymous Sudan a mis hors ligne les services du courrier, des banques et de deux  opérateurs de télécommunications israëliens.

### Au Kenya
En juillet 2023, le groupe d'hacktiviste s'est attaqué aux sites gouvernementaux kényans en les mettant hors service avec des attaques DDoS répétées, notamment le portail eCitizen. Le groupe reproche au Kenya de s'immiscer dans les affaires politiques intérieures du Soudan.